# STU48
STU48 (яп.  Эсути:ю: фо:ти:эйто, англ. Эс-ти-ю́ фотиэ́йт) — японская идол-группа, продюсируемая поэтом-песенником Ясуси Акимото. Основанная в марте 2017 года, она стала шестой японской сестринской-группой AKB48. Группа названа в честь региона Сетучи и является первой группой семейства AKB48, у которого есть театр на борту корабля. Группой владеет совет по туризму региона Сэтоути и она активно участвует в их усилиях по продвижению. Группа дебютировала в январе 2018 года с синглом «Kurayami».
Группа базируется на корабле, курсирующем между семью префектурами так называемого региона Сэтоути (яп. 瀬戸内地方 Сэтоутитихо:) — Хёго, Окаямой, Хиросимой, Ямагути, Эхимэ, Кагавой и Токусимой.
Капитан группы STU48 — Нана Окада. С 2020 года, капитаном группы становится Мицуки Имамура.

## История
О создании STU48 было объявлено в октябре 2016 года.
22 февраля было объявлено, что Нана Окада из AKB48 и Рино Сасихара из HKT48 будут одновременно участницами STU48 и, соответственно, будут занимать должности капитана и менеджера театра.
В апреле Setouchi Destination Marketing Organization (DMO), совет по туризму региона Сетучи, объявил о своей поддержке STU48 в форме капиталовложений, поддержки развития бизнеса и помощи в координации с местными органами власти.
Первый клип от STU48 был выпущен в июне 2017 года.
16 января в шоу STU48 no Setobingo! (яп. STU48のセトビンゴ！), основанный на AKBingo! и был организован комедийным дуэтом Maple Chogokin и начал выходить на Nippon TV. Состоит из 11 серий.
14 апреля менеджер театра STU48 Манабу Ямамото представил корабль, который будет использоваться для театра STU48, и объявил, что корабль начнет работать летом 2018 года. Однако из-за наводнения в Японии в 2018 году и других факторов дата запуска была перенесена на весну 2019 года.
В июле было объявлено, что их второй сингл, который изначально планировалось выпустить 29 августа, также был отложен из-за наводнения. Позднее было подтверждено, что новая дата выпуска - 13 февраля 2019 года. 
В октябре группа объявила о создании пяти «внеклассных» подразделений. В отличие от подразделений своих сестринских групп, которые в основном исполняли музыку, каждое из этих подразделений сосредоточивалось на разных видах деятельности.
В ноябре группа получила свою первую награду на 60-й церемонии вручения премии Japan Record Awards, в номинации «Лучший новый артист». Они первая группа семейства AKB48, удостоенная этой награды.
25 декабря группа выпустила свой первый путеводитель для участников под названием Mirai Kouro (яп. 未来航路). 26 декабря был выпущен видеоклип на их второй сингл с заглавной песней «Kaze wo Matsu», снятый в качестве длинного кадра с беспилотным квадрокоптером в Ономити, Хиросима.
13 февраля 2019 года STU48 выпустили свой второй сингл «Kaze wo Matsu» в пяти версиях. Бонусный контент включал DVD с изображением участниц, моделирующих реальную форму школ Сетути. По данным Oricon, продажи за первую неделю достигли 276 316 копий, что вдвое больше, чем у их дебютного сингла.
16 апреля недавно модернизированный корабль группы STU48-go был официально спущен на воду на церемонии ввода в эксплуатацию в порту Хиросимы. Мероприятие транслировалось в прямом эфире в Showroom, и на нем присутствовали губернатор префектуры Хиросима Хидехико Юдзаки и другие правительственные чиновники. STU48 впервые выступили вживую в корабельном театре в тот вечер с оригинальной постановкой под названием «GO! GO! Little SEBIRDS!!».
2 июня в эпизоде STU Imousu TV было объявлено, что 31 июля выйдет третий сингл группы. Заглавную песню будут исполнять все 29 активных участниц и трейни (Фу Ябусита будет отсутствовать, так как она была в перерыве по состоянию здоровья), и у каждого подразделения будут свои песни. 2 июля был выпущен видеоклип на заглавную песню «Daisuki na Hito».
3 декабря к группе присоединились 24 новых члена в качестве стажеров второго поколения. Их дебютное выступление состоялись 21 и 22 декабря на STU48-go.
11 января 2020 года в театре STU48 впервые был показан второй оригинальный сценический спектакль под названием «Bokutachi no Koi no Yokan», спродюсированный тогдашним капитаном Нана Окада. на STU48-go, который в то время стоял в порту Хиросимы. В спектакль вошла песня «Teokure Caution», айдол-группы, спродюсированной бывшей участницей STU48 и HKT48 Рино Сасихара. В нескольких интервью разные участницы отмечали, что постановка была «интересной» и «сложной для выражения», поскольку есть несколько песен на темы, незнакомые группе, такие как «королевы и рабы» (доминирование и подчинение) и Юри, но также хороший опыт обучения.
18 января во время концерта STU48 в мэрии Tokyo Dome Нана Окада объявила, что уйдет с поста капитана группы и назначила Мицуки Имамура своим преемником, а Акари Фукуда - заместителем капитана, но сохранит свое одновременное членство. 
28 марта в связи с пандемией COVID-19 празднование третьей годовщины STU48 было проведено в прямом эфире на видеосервисе Niconico. Также было объявлено, что пятый сингл выйдет 27 мая.
4 июня STU48 объявил об обновлении саб-юнитов, включая формирование сестринских саб-юнитов существующим для обучения второго поколения.
В июле STU48 запустили библиотеку Сетути, «онлайн-салон», где фанаты могут узнать и обсудить регион Сетути.
1 декабря Юра Икеда и Нана Окада заняли первое и третье места в 3-м конкурсе вокалистов группы №1 AKB48. Хонока Яно также вошла в восьмерку финалистов. Среди шести групп AKB48 Group, у STU48 было больше всего участниц, вышедших в финал с семью участницами: Юра Икеда, Хонока Яно, Нана Окада (представляли как STU48, так и AKB48), Айко Кодзима, Ариса Минокос, Махина Танигути и Сара Симидзу.

### 2021–2022: Заключительные гастроли "Театрального корабля", уход Наны Окады, проект "Новая волна"
15 января 2021 года STU48 провели концерт в Nippon Budokan, где они объявили о выпуске своего шестого сингла «Hitorigoto de Kataru Kurainara» 17 февраля и впервые исполнили заглавную песню вживую.. "STU48-go" отправился в свое заключительное турне с 10 апреля по 23 мая, последней остановкой которого стал порт Хиросимы.
12 сентября, в последний день летнего тура STU48, в зале Hiroshima Sun Plaza был анонсирован седьмой сингл. Также было объявлено, что с октября 2021 года все активные участницы второго поколения станут полноправными участницами. Нана Окада также объявила, что прекратит сотрудничество со STU48 после завершения промоушена сингла. Ее последний концерт с группой состоялся 18 марта 2022 года в зале Kobe Kokusai Hall.
20 сентября STU48 объявила о сотрудничестве со школой актерского мастерства в Хиросиме под названием "Проект Новая волна", проект STU48 по набору стажерок исключительно для активных студентов ASH, для участия в осеннем мероприятии ASH 2021. Было объявлено, что четыре участницы проекта "Новая волна" будут приняты в качестве стажерок STU48 в феврале 2022 года, и начали свою деятельность в мае.
В январе 2022 года участницы STU48 заняли пять из восьми первых мест в четвертом конкурсе вокальных способностей AKB48 Group № 1, в том числе вошли в тройку лучших: Нана Окада (1-е место), Юри Икеда (2-е), Хонока Яно (3-е), Сара Симидзу (5-е) и Мицуки Имамура (7-е). Их восьмой сингл «Hana wa Dare no Mono?» был выпущен 13 апреля. Они провели свой первый концерт в Hiroshima Green Arena 11 июля в честь празднования своей пятой годовщины.

### 2023–н.в: Выпуск Мицуки Имамуры
24 декабря 2023 года, во время ежегодного рождественского концерта STU48, капитан Имамура Мицуки объявила, что покидает группу. Ее выпускной концерт состоялся 31 марта 2024 года в Международном конференц-центре Хиросимы. Окада Адзуми, представитель 2,5-го поколения, занял место Имамуры в качестве капитана/

## Корабельный театр
Бывший кинотеатр STU48 был расположен на пароме по имени STU48-го (STU48号) и был первым театром на корабле в Японии. Судно ранее называлось Микаса (みかさ) и эксплуатировалось компанией Iki-Tsushima Sea Line, а ранее было пассажирским судном и грузовым судном roll-on/roll-off (RORO), прежде чем было приобретено руководством STU48.
Название корабля было выбрано путем конкурса, который был объявлен руководством STU48 11 мая 2018 года. Из примерно 2000 представленных названий 24 были выбраны участницами для финального голосования фанатов 30 июня в шоу-руме потокового приложения, и STU48-go набрало наибольшее количество голосов (9,8%), что сделало его новым названием корабля.
Реконструкция STU48-go была проведена на заводе Japan Marine United в Ономити, Хиросима при технической поддержке Министерства земельных ресурсов, инфраструктуры, транспорта и туризма, особенно в том, что касается мер безопасности. Несколько членов STU48 посетили верфь во время строительства, и Азуса Фудзивара и Хонока Яно лично написали название корабля на носу. 22 января 2019 года группа выпустила музыкальное видео на песню «Shukkō» (出航) с их второго сингла, который был снят на корабле и в незаконченном бортовом театре, и исполнен всеми 33 участницами и стажерками, действовавшими на тот момент.
25 февраля группа опубликовала список портов в регионе Сетути, где судно планировалось пришвартовать для выступлений. 19 марта было выдано свидетельство о государственной принадлежности судна. Корабль был официально сдан в эксплуатацию 16 апреля.
На корпусах судна по левому и правому бортам был нанесен код "UW2", что означает "Добро пожаловать" в морской сигнальной системе.
15 июля STU48-go присутствовал на мероприятии, посвященном Дню морской пехоты, организованном проектом C to Sea, которое проходило в порту Токио.
9 июля 2020 года руководство STU48 объявило, что весной 2021 года театр на борту корабля будет закрыт и что спектакли будут проходить по всему региону Сетути без определенного места проведения. 7 февраля 2021 года было объявлено о последнем туре корабля, который начнется 10 апреля и закончится 23 мая, а последней остановкой тура станет порт Хиросимы. С тех пор корабль был возвращен на морскую линию Ики-Цусима и переименован обратно в Mikasa.

## Дискография

### Синглы
| Название                                                               | Релиз                | Позиция | Позиция | Продажи (Oricon) | Продажи (Oricon) | Продажи Billboard Japan |
| Название                                                               | Релиз                | Oricon  | Hot 100 | Первая неделя    | Всего            | Продажи Billboard Japan |
| ---------------------------------------------------------------------- | -------------------- | ------- | ------- | ---------------- | ---------------- | ----------------------- |
| «Kurayami» (яп. 暗闇)                                                  | 31 января 2018 года  | 1       | 1       | 136,456          | 186,276          | 201,772                 |
| «Kaze o Matsu» (яп. 風を待つ)                                          | 13 февраля 2019 года | 1       | 1       | 276,316          | 308,983          | 337,906                 |
| «Daisuki na Hito» (яп. 大好きな人)                                     | 31 июля 2019 года    | 1       | 1       | 254,007          | 266,797          | 311,353                 |
| «Mubou na Yume wa Sameru Koto ga Nai» (яп. 無謀な夢は覚めることがない) | 29 января 2020 года  | 1       | 1       | 287,713          |                  |                         |

## Приём
В статье от 23 января 2019 года Tokyo Sports отметили, что STU48 имеют «самый высокий уровень сценического мастерства» в группах AKB48, и что многие из его участниц имеют «аккуратный» имидж, аналогичный образу Nogizaka46. Поскольку Nogizaka46 и другие группы серии «Сакамати» не имеют собственных театров, у STU48 есть возможность завоевать расположение фанатов, которые хотят более тесного взаимодействия посредством своих регулярных театральных выступлений. В статье также предсказывалось, что скандал с NGT48, вспыхнувший ранее в том же месяце, может привести к тому, что фанаты этой группы переключатся на STU48, отчасти из-за «неприязни капитана Наны Окады к беспорядкам» и «способности держать участниц в дисциплине».

## Награды и номинации
В следующей таблице перечислены некоторые из основных наград, полученных группой.
| Год  | Церемония                | Категория             | Номинированная работа |
| ---- | ------------------------ | --------------------- | --------------------- |
| 2018 | 60th Japan Record Awards | «Лучший новый артист» |                       |
| 2019 | 11th CD Shop Awards      | Премия Сикоку         | «Kurayami»            |